# Giovanni Battista Pirelli
Giovanni Battista Alberto Pirelli (Varenna, 27 dicembre 1848 – Milano, 20 ottobre 1932) è stato un imprenditore, ingegnere e politico italiano, fondatore dell'azienda omonima con sede a Milano.

## Biografia
(G.B. Pirelli, discorso durante la cerimonia della nomina a senatore)
La famiglia di origine di Pirelli è «non povera, ma modesta», come risulta dalla ricostruzione redatta dal figlio Alberto nel 1946: il padre, Santino, era «prestinaio» (fornaio), mentre i genitori della madre, Rosa Riva, erano registrati come «possidenti». Nacque a Varenna nel 1848 (allora Regno Lombardo), ottavo di 10 figli, 5 dei quali morirono in tenera età. Terminati i primi studi, nel 1861 il giovane Pirelli si trasferisce a Milano per frequentare la sezione di fisica e matematica dell'Istituto tecnico di Santa Marta (oggi Carlo Cattaneo). Ottenuta la licenza con il massimo dei voti, nel 1865 si iscrive alla facoltà di scienze fisiche, matematiche e naturali dell'Università di Pavia, a cui seguì il biennio propedeutico di studi fisico-matematici.
In questi anni i fermenti patriottici di stampo risorgimentale, largamente diffusi in tutti gli strati della società lombarda, svolsero un ruolo importante nella formazione politica e culturale del giovane Pirelli. Nel 1866, insieme a molti compagni di studi ed al suo professore Giuseppe Colombo, futuro fondatore della società Edison, si arruolò nel III reggimento dei volontari garibaldini e partecipò alla Terza guerra di indipendenza, combattendo nella battaglia di Monte Suello (Brescia) del 3 luglio 1866 ed in seguito alla sfortunata impresa di Mentana.
Nel 1867 si iscrive all'Istituto tecnico superiore di Milano (il futuro Politecnico): dapprima frequenta i corsi della sezione di ingegneria civile ma, dopo il primo anno, opta per quella di ingegneria industriale, dove ritrova il suo maestro Giuseppe Colombo. Il 10 settembre 1870 consegue il diploma di ingegnere industriale ottenendo i migliori voti della sua sezione.
Questo risultato gli consente di vincere una delle due borse di studio istituite dalla nobildonna milanese Teresa Berra Kramer, destinate ai due migliori laureati del Politecnico. Il Premio Kramer gli permette di intraprendere un "viaggio di istruzione" all'estero con l'obiettivo di individuare e studiare "una industria nuova": il viaggio dura quasi 10 mesi (novembre 1870 - settembre 1871) e lo porta nelle più sviluppate regioni industriali dell'Europa continentale: Pirelli acquisisce un'esperienza diretta delle realtà produttive più moderne dell'epoca ed entra in contatto con alcuni dei protagonisti dello sviluppo industriale europeo, in particolare nel settore della lavorazione della gomma elastica (caucciù).
Dopo il suo rientro a Milano, Pirelli costituisce nel gennaio 1872 la prima impresa italiana per la manifattura di oggetti in caucciù, la società in accomandita semplice G. B. Pirelli & C., della quale è nominato gerente e al cui capitale partecipano personalità importanti della vita economica cittadina. Il primo stabilimento, sorto sulle rive del torrente Sevesetto (nell'area dove oggi sorge il grattacielo Pirelli), ha proporzioni modeste: poco meno di 1.000 metri quadrati coperti, una motrice a vapore di 26 Hp effettivi, 5 impiegati e 40 operai, che diventeranno oltre 250 in meno di dieci anni. La nuova impresa si trova ad operare in un settore industriale ancora nella sua prima fase di sviluppo, soprattutto se si considera che il processo di vulcanizzazione, essenziale per eliminare la grande sensibilità del caucciù ai cambiamenti termici, era divenuto pienamente applicabile solo nel 1844 e si era andato diffondendo piuttosto lentamente nei decenni successivi. Le lavorazioni della Pirelli si estesero rapidamente dal nucleo iniziale dei cosiddetti "articoli tecnici" – prodotti semplici per l'industria come cinghie e tubi – a comprendere prodotti in gomma per un'ampia varietà di settori, dai cavi agli pneumatici, fino ai beni di consumo come impermeabili e calzature in gomma. Superato il difficile biennio d'esordio, nel quale Pirelli deve farsi carico anche della gestione tecnica, l'impresa conosce una progressiva affermazione, prima sul mercato interno, grazie anche alle commesse da parte dell'amministrazione militare, e poi all’estero: al termine del terzo anno di attività, le vendite coprono più di metà del consumo nazionale di manufatti in gomma.

### Carriera politica
A partire dalla seconda metà degli anni 1870 Pirelli affianca all'attività imprenditoriale, l'impegno nella vita politica milanese. Nel 1877 entra a far parte del consiglio comunale, dove resterà fino al 1889, occupandosi in particolare dei problemi del quartiere dove abitava e dove aveva sede la fabbrica. Nello stesso periodo, dal 1879 al 1886 e poi nel biennio 1889-1890, è anche consigliere della Camera di commercio cittadina. Nel 1883 è membro della commissione esaminatrice, formata da tecnici e industriali, del nuovo piano regolatore edilizio della città, presentando una relazione in cui sottolinea la necessità di garantire migliori collegamenti fra il centro cittadino e le aree industriali del circondario.
L'esperienza politica maturata in questi anni servì a Pirelli anche nella risoluzione di uno dei problemi che più influirono sullo sviluppo dell'azienda, ossia quello delle tariffe doganali sui prodotti di caucciù. Al momento della fondazione della società il regime vigente non offriva praticamente alcuna protezione dalla concorrenza estera, assai più avanzata sul piano tecnico, e nemmeno i tentativi compiuti negli anni seguenti di riformare la tariffa doganale sui prodotti in gomma, ebbero grande successo. Insieme ad altri imprenditori di orientamento protezionista, riuniti nel Circolo industriale e commerciale di Milano, Pirelli si rende protagonista di una efficace azione di lobbismo nei confronti degli ambienti politici nazionali, impegnati nella discussione sulla riforma della tariffa doganale, poi entrata in vigore nel 1887, sia attraverso le petizioni inviate in parlamento, sia come membro del comitato direttivo di una nuova rivista, l'«Industria». Con la nuova tariffa l'industria della gomma vede per la prima volta riconosciuta l'esigenza di una protezione, sia pure non elevata, dei propri prodotti.

### Introduzione di nuovi prodotti
Nel corso degli anni 1880 Pirelli inizia ad interessarsi ai nuovi prodotti richiesti dal nascente settore elettrico: nel 1881 avvia la produzione industriale di conduttori elettrici e nel 1883 quella di cavi elettrici subacquei. A partire dal 1887 posa i primi cavi telegrafici sottomarini nel Mar Rosso e nel Mediterraneo per conto del governo italiano, una commessa cui fa seguito, nel biennio 1888-1890, l'incarico da parte del governo spagnolo di costruire ed immergere una serie di linee telegrafiche fra la Spagna, le Baleari ed il Marocco. La Pirelli & C. fa così il suo ingresso in un campo di attività fino ad allora monopolio assoluto di poche compagnie inglesi. Per sostenere questo nuovo business venne appositamente creato, nel 1896 presso La Spezia, il primo stabilimento di cavi sottomarini del continente europeo e contemporaneamente entrò in servizio la nave posacavi "Città di Milano". Nel decennio successivo, intuendo le grandi potenzialità di un nuovo prodotto appena apparso sul mercato, lo pneumatico, Pirelli impegna l'azienda in quello che diventerà uno dei settori più importanti per la sua evoluzione futura: nel 1890 inizia la produzione di pneumatici per biciclette e nel 1901 avvia la produzione industriale di pneumatici per automobili e motocicli.
La strategia di Pirelli si caratterizza fin dai primi anni di vita dell'azienda per l'abilità nel costruire solide relazioni con le maggiori imprese a livello internazionale – le inglesi Henley Telegraph ed Eastern Telegraph per i cavi telegrafici, l'americana Western Telegraph per i cavi telefonici – al fine di acquisire tecnologia e know how e conservare una continua attenzione ai mercati internazionali: a partire dal 1891 più del 20% della produzione degli stabilimenti italiani della Pirelli trova sbocco all'estero, soprattutto in Spagna, Portogallo ed Inghilterra, e la proporzione cresce costantemente fino a superare il 40% dopo il 1910. La fase favorevole attraversata dal mercato della gomma ai primi del secolo viene così sfruttata dall'impresa, che registra una notevole crescita del fatturato. Per adeguare i mezzi della società ai nuovi impegni ed alle nuove dimensioni, Pirelli ricorre a ripetuti aumenti di capitale che permettono l'ampliamento della rete commerciale e soprattutto la costruzione di un nuovo grande stabilimento nell'area di Milano-Bicocca, che venne completato nel 1908. A partire dall'inizio del secolo divenne più incisiva anche la penetrazione del mercato internazionale, tramite il ricorso a massicci investimenti legati alla creazione di partecipate e all'apertura di impianti produttivi all'estero: nel 1901 viene costruito uno stabilimento in Spagna e nel 1913 uno in Inghilterra per la produzione di cavi elettrici; nel 1909 viene creata una filiale commerciale inglese e nel 1910 vengono aperte filiali a Buenos Aires, Bruxelles e Parigi. Negli stessi anni cresce costantemente la produzione di pneumatici per autovetture: alla vigilia della prima guerra mondiale questa linea di prodotti arriva a rappresentare un quarto del fatturato della società milanese.
L'età giolittiana rappresenta per Pirelli non solo il periodo del consolidamento della sua posizione all'interno del ristretto circolo dei grandi industriali italiani, ma anche la prosecuzione e l'intensificarsi della sua partecipazione alla vita pubblica, non più strettamente limitata all'area milanese bensì proiettata sul piano nazionale. È consigliere e poi presidente del Credito Italiano - in qualità di consigliere ha modo di partecipare, come fiduciario, ai consigli di amministrazione di alcune tra le più importanti imprese industriali dell'epoca – e presidente della Edison. Lasciato il consiglio comunale di Milano, venne eletto in quello provinciale, dove rimase fino al 1902, e pochi anni più tardi, nel 1909, è nominato senatore del Regno d'Italia. Entrò a far parte fin dalla fondazione dell'ateneo, nel 1902, del consiglio direttivo dell'Università privata Bocconi, prima come rappresentante del consiglio provinciale, quindi per nomina diretta dell'erede del fondatore. Pirelli mostra inoltre un particolare interesse per il mondo dell'informazione, divenendo uno dei principali soci del «Corriere della Sera». La presenza attiva di Pirelli in diversi ambienti politici e di rappresentanza economica industriale (nel 1919 sarà anche presidente della Confederazione generale dell'industria italiana- Confindustria) è anche un segnale del progressivo trasferimento di responsabilità nella conduzione dell'impresa ai due figli, Piero e Alberto, entrati a far parte del Consiglio di amministrazione della Pirelli & C. nel 1904.

### Prima guerra mondiale e periodo postbellico
La prima guerra mondiale coglie la società al culmine di un trend di forte espansione, testimoniato dall'aumento costante del capitale sociale e del fatturato, un quarto del quale derivante, nel 1914, dall'esportazione. La crescita continua anche nel periodo bellico, sia grazie alle forniture di conduttori elettrici e articoli di gomma all'esercito, sia per la struttura multinazionale dell'impresa, che permette di mantenere elevato anche il livello delle esportazioni. Il trauma della riconversione postbellica, seppure piuttosto intenso – gli operai occupati negli stabilimenti italiani della Pirelli passano da un massimo di 9.520 nel 1918 a 4.580 nel 1921 – è comunque di breve durata, tant'è che già dall'inizio degli anni venti del Novecento la Pirelli può dedicarsi a un ampio programma di ristrutturazione societaria e di consolidamento delle strutture internazionali, anche grazie alle risorse rese disponibili in seguito all'emissione nel 1927 di un prestito obbligazionario di 4 milioni di dollari con la Banca Morgan di New York.
Nel 1920 viene sancito definitivamente il carattere multinazionale dell'azienda con la trasformazione della Pirelli e C. in una holding a capo delle neocostituite Compagnie Internationale Pirelli (CIP), società con sede in Belgio, a cui viene affidato il controllo di tutte le consociate estere, e Società Italiana Pirelli (SIP), che raccoglie le strutture di produzione italiane. Nel 1929 la Pirelli & C. è la prima società italiana a quotarsi allo Stock Exchange di New York.
Giovanni Battista Pirelli muore a Milano nell'ottobre del 1932. È tumulato nel cimitero Monumentale di Milano.

### Altre attività
È stato dirigente del Milan e padre di Piero, presidente della società rossonera dal 1909 al 1928 e di Giovanni nato il 28 marzo 1895.

## Archivio
La documentazione prodotta da Giovanni Battista Pirelli nel corso della propria vita ed attività imprenditoriale è conservata da Pirelli spa di Milano, nel fondo Pirelli - Fondo Storia delle Industrie Pirelli (estremi cronologici:1872 -  1998). Altra parte si conserva presso le Industrie Pirelli Spa di Figline Valdarno nel fondo Pirelli Spa (1960 - ).